# Новобугский район
Новобу́гский райо́н (укр. Новобузький район) — упразднённая административная единица на северо-востоке Николаевской области Украины. Административный центр — город Новый Буг.

## География
Площадь 1243 км².
Основная река — Ингул.

## История
21 января 1959 года к Новобугскому району была присоединена часть территории упразднённого Привольнянского района.

## Демография
Население района составляет 30 227 человек (2019), в том числе в городских условиях проживают 15 258 человек.

## Административное устройство
Количество советов:
- городских — 1
- сельских — 12

Количество населённых пунктов:
- городов районного значения — 1
- сёл — 55
- посёлков сельского типа — 3

## Населённые пункты
Список населённых пунктов района находится внизу страницы
Ликвидированы:
- с. Варваровка (укр. Варварівка), ликв. 30.05.1997 г.
- с. Добрая Поляна (укр. Добра Поляна), ликв. в 1980-х годах
- с. Златополь (укр. Златопіль), ликв. 18.11.1986 г.
- с. Катериновка (укр. Катеринівка), ликв. 18.11.1986 г.
- с. Малый Ставок (укр. Малий Ставок), ликв. в 1980-х годах
- с. Новосёлка (укр. Новосілка), ликв. 18.11.1986 г.
- с. Новофедотовка (укр. Новофедотівка), ликв. в 1980-х годах
- с. Олено-Калиновка (укр. Олено-Калинівка), ликв. в 1970-х годах
- с. Ростовец (укр. Ростовець), ликв. 30.05.1997 г.
- с. Семёно-Василевка (укр. Семено-Василівка), ликв. в 1980-х годах
- с. Червоная Поляна (укр. Червона Поляна), ликв. 16.03.2000 г.
- с. Чернышёвка (укр. Чернишівка), Новомихайловский сельский совет, ликв. в 1970-х годах
- с. Чернышовка (укр. Чернишівка), Розановский сельский совет, ликв. в 1980-х годах

## Достопримечательности
- В пределах района находится Региональный ландшафтный парк «Приингульский», целью создания которого является сохранение в природном состоянии участка долины р. Ингул с его типичными и уникальными природными комплексами — фрагментами целинной степи, гранитными обнажениями, водоемами, лесными насаждениями.
- Памятник В. И. Ленину (центр Нового Буга) (Снят в 2015 году)